# Pemphigus spyrothecae
Pemphigus spyrothecae är en insektsart som beskrevs av Giovanni Passerini 1856. Enligt Catalogue of Life ingår Pemphigus spyrothecae i släktet Pemphigus och familjen långrörsbladlöss, men enligt Dyntaxa är tillhörigheten istället släktet Pemphigus och familjen pungbladlöss. Arten är reproducerande i Sverige.

## Underarter
Arten delas in i följande underarter:
- P. s. spyrothecae
- P. s. infaustus

## Bildgalleri

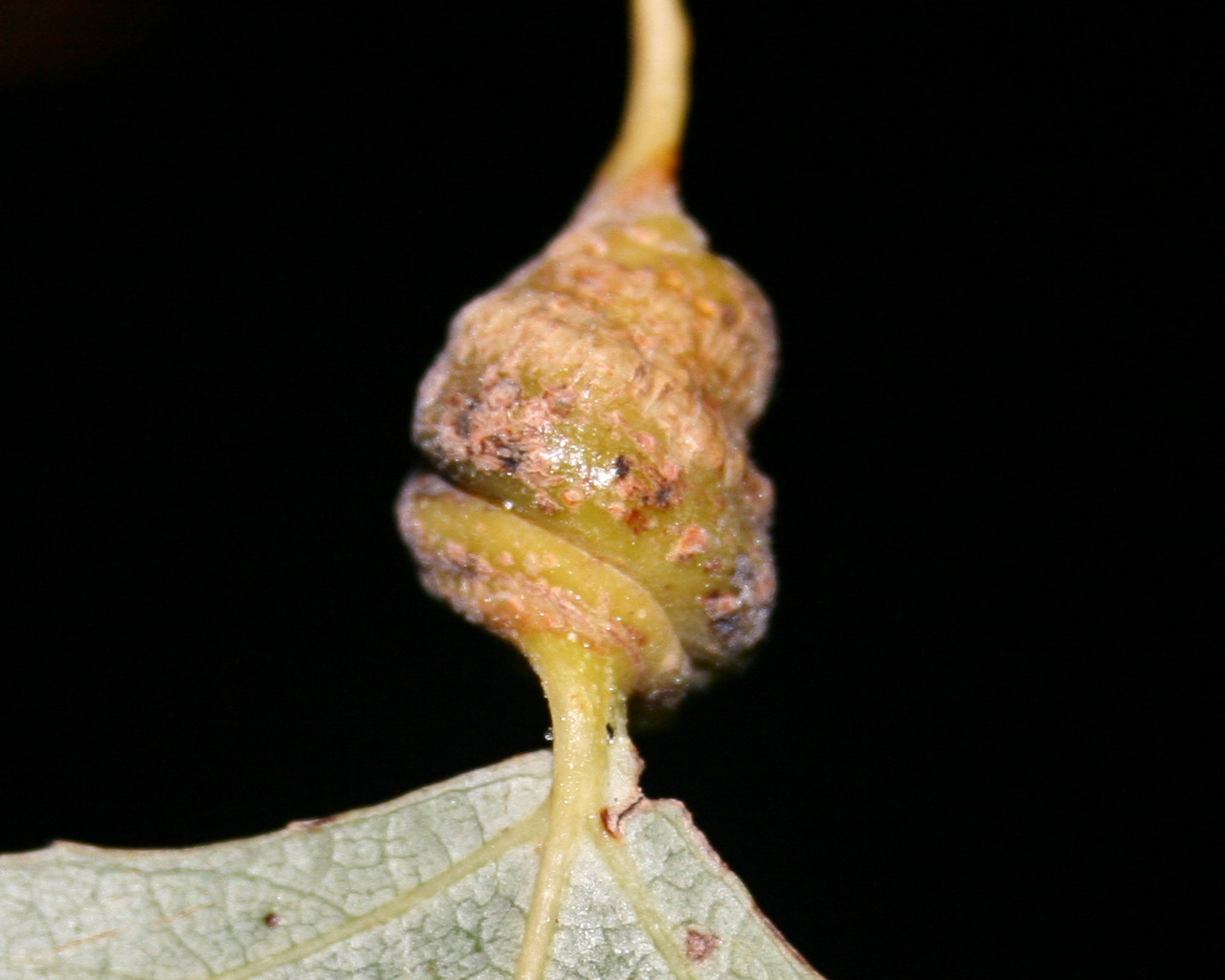
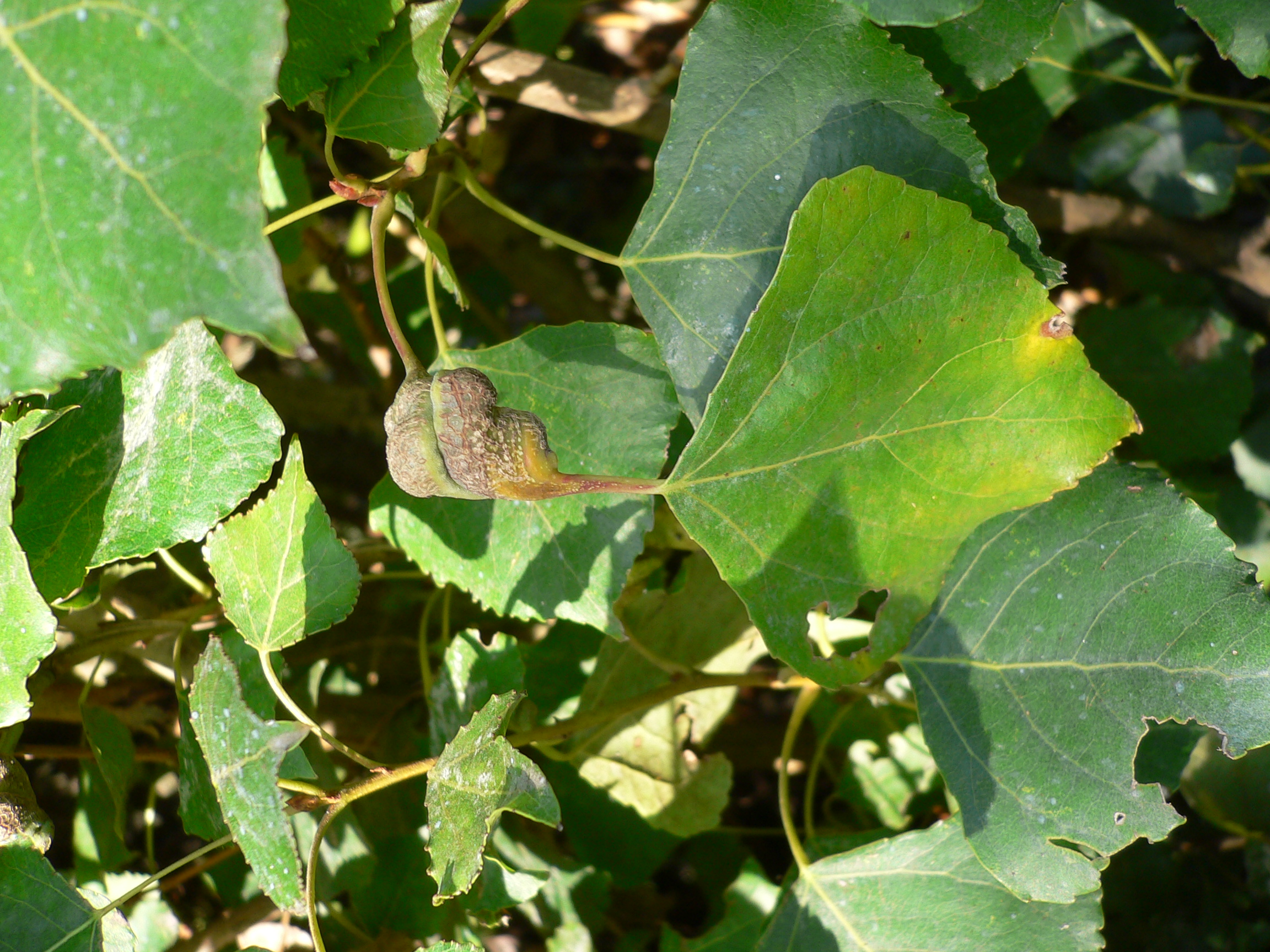
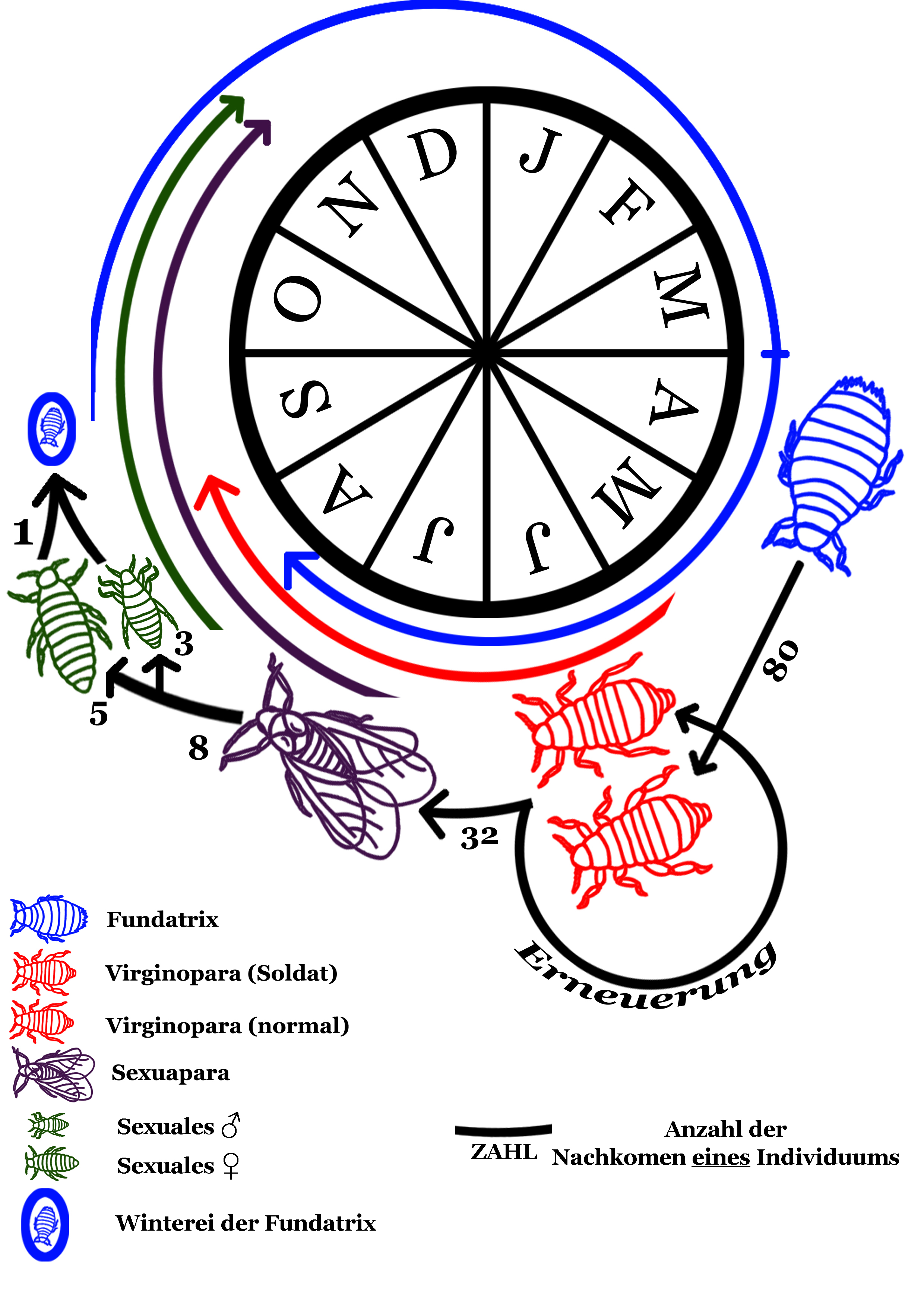
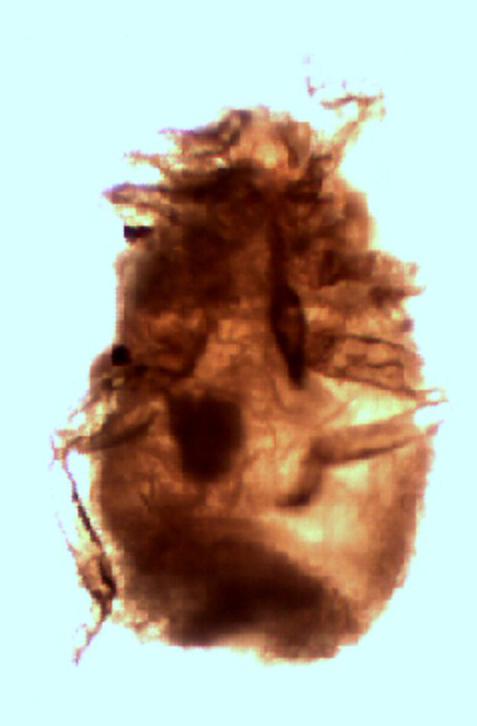
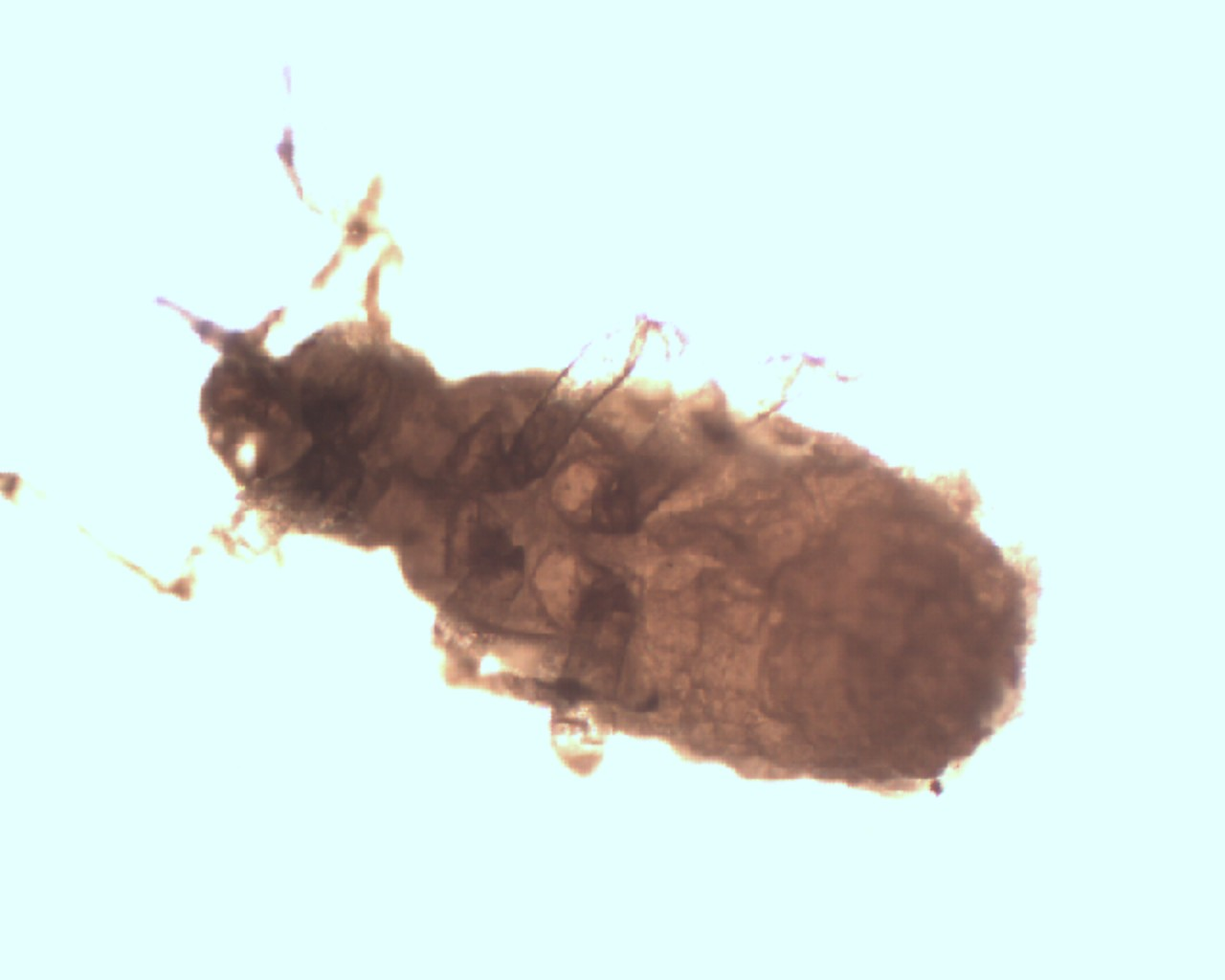
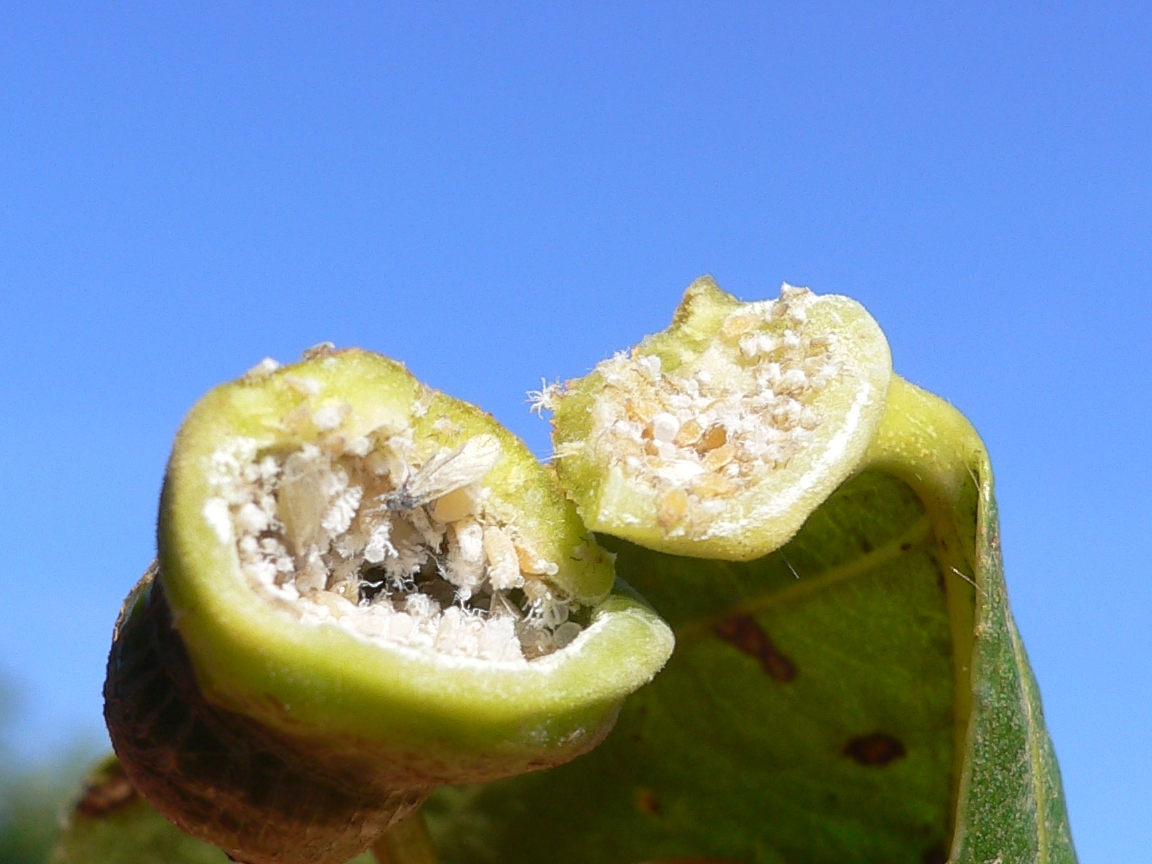